# Birgit Lechtermann

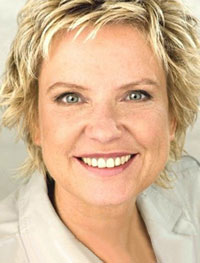
Birgit Lechtermann (2008)

Birgit „Biggi“ Lechtermann (* 8. März 1960 in Gütersloh) ist eine deutsche Fernsehmoderatorin, Buchautorin und Medientrainerin.

## Leben
Birgit Lechtermann machte zunächst eine kaufmännische Ausbildung in Gütersloh bei der Bertelsmann AG. 1983 begann sie ihre Radio- und TV-Tätigkeit bei RTL-Radio Luxemburg mit einer Ausbildung als Redakteurin und Moderatorin. Bis 1993 moderierte sie tägliche Sendungen wie Guten Morgen Deutschland, die zweistündige Mittagsshow mit Hugo Egon Balder und viele andere. Parallel zum Radio moderierte sie zunächst für den neu gegründeten privaten Fernsehsender RTL plus und ab 1985 im ZDF das Ferienprogramm für Kinder. Einer größeren Öffentlichkeit bekannt wurde Biggi vor allem durch die Kinderquizsendung 1, 2 oder 3, die sie von 1985 bis 1995 als Nachfolgerin von Michael Schanze moderierte. Von 1985 bis 1988 moderierte sie zusammen mit Klaus Möller die ZDF-Sendereihe Computer Corner.
Im ZDF-Nachmittagsprogramm moderierte sie 1986/87 das Quiz Mit dem Kopf durch die Wand. Für RTL moderierte sie das Primetime-Format Small Talk, für VOX die Rateshow Trivial Pursuit und für Super RTL entwickelte und moderierte sie das Format Die Super RTL Familie.
Ab 2000 entwickelte Birgit Lechtermann verschiedene TV-Formate für mehrere Produktionsfirmen, darunter für den KiKA und die ARD das TV-Format Wir testen die Besten, das im Mai 2005 mit dem Goldenen Spatz in der Kategorie Unterhaltung ausgezeichnet wurde. 2006 erhielt sie für diese Kinderwissensshow den „HumanAward“' der Familie Kluge Stiftung der Universität zu Köln.
Birgit Lechtermann arbeitet seit mehreren Jahren in erster Linie als Autorin und Medientrainerin. Sie veröffentlichte auch mehrere Hörspiele für Kinder. 2009 war sie Co-Autorin des Buches Der Schicksals-Code. Im September 2012 veröffentlichte sie das Buch Karriere, Kinder, Küche – So machen es Erfolgsfrauen. 2014 entwickelte und initiierte Birgit Lechtermann den großen Nachwuchskochwettbewerb „Next Queen of Cuisine“. 2015/2016 veröffentlichte sie zudem das Buch Danke, Dog – ein Hund ist die beste Medizin! Von Mai bis Dezember 2018 moderierte sie im Ersten die Sendung Live nach neun. Bei Health TV moderiert sie seit 2018 die Sendung Lechtermann, Gesundheit und Leben. Im Februar 2023 startete die Sendereihe Lechtermann Live beim ostbelgischen Radiosender Radio 700, die sie monatlich sonntags für drei Stunden moderiert.
Lechtermann betrieb im Jahr 2020 kurzzeitig mit ihrem Co-Moderator Patrick Santos (alias Lehzina) den Podcast Lechterhaus.
Nach einer zusätzlichen Ausbildung zum Enrichment-Coach an der Universität zu Köln bei Karl-J. Kluge trainiert sie seit über fünfzehn Jahren Führungskräfte, Experten, Moderatoren etc. für Auftritte. Sie ist Dozentin an der Deutschen Rednerschule in Berlin.
Lechtermann ist Witwe des 2006 verstorbenen Motorsportjournalisten Willy Knupp und hat eine Tochter. Seit Oktober 2023 ist sie in zweiter Ehe verheiratet.